# Guilherme Samaia
Guilherme Samaia (San Paolo, 2 ottobre 1996) è un ex pilota automobilistico brasiliano, vincitore del campionato brasiliano di F3 nel 2017. Nel febbraio del 2022, all’età di 26 anni ha annunciato il suo ritiro dalle corse, lasciando però la possibilità di tornare in futuro.

## Carriera

### Formule minori
Inizia a correre professionalmente nel 2012, sui kart. Nel 2013 fa due gare nella Formula Junior Brazil.
Nel 2015 corre nella Formula 3 Brazil light con il team Cesario, vincendo sei gare e aggiudicandosi il titolo. Sempre con Cesario, Samaia passa al campionato di F3 brasiliana, arrivando secondo, vincendo il titolo l'anno successivo. Sempre nel 2017 partecipa alla F3 britannica col team Double R Racing arrivando tredicesimo in classifica generale.

### Euroformula Open Champioships
Nel 2017 Guilherme prende parte anche nel campionato di Euroformula Open, col team Carlin, partecipando solo alle ultime 8 gare, arrivando 17º. Nel 2018 passa al team RP Motorsport. Si classifica sesto in classifica generale, mentre il compagno di scuderia Felipe Drugovich vincerà il campionato, i due piloti brasiliani portano il team RP Motorsport a vincere il titolo per squadre. Nel 2019 passa al team Teo martin Motorsport, col quale correrà solo le prime otto gare, arrivando sedicesimo in classifica.

### Formula 2
Nel 2020 dopo una sessione di test nel Circuito di Yas Marina nel 2019, entra nel Campionato di F2 col team Campos. Durante la stagione Guilherme ottiene nella gara uno del circuito di Monza il suo miglior risultato, un quattordicesimo posto e arriverà 24º in classifica.
Il 22 febbraio dell'anno seguente il team Charouz Racing System annuncia Samaia come pilota per la stagione 2021 insieme a David Beckmann. Anche la seconda stagione nella categoria si chiude con 0 punti ed il 24º posto in classifica. Samaia detiene il record negativo di pilota con più gare in Formula 2 senza aver ottenuto nessun punto.

## Risultati

### Riassunto della carriera
| Anno | Categoria                      | Team                  | Gare | Vittorie | Pole | GPV | Podi | Punti | Pos. |
| ---- | ------------------------------ | --------------------- | ---- | -------- | ---- | --- | ---- | ----- | ---- |
| 2013 | Formula Junior Brazil          | Satti Racing Team     | 2    | 0        | 0    | 0   | 0    | 10    | 16º  |
| 2015 | Formula 3 Brazil Light         | Cesario F3            | 16   | 6        | 2    | 7   | 13   | 171   | 1º   |
| 2016 | Formula 3 Brasil               | Cesario F3            | 16   | 3        | 1    | 9   | 10   | 140   | 2º   |
| 2017 | Formula 3 Brasil               | Cesario F3            | 16   | 13       | 5    | 12  | 14   | 219   | 1º   |
| 2017 | BRDC British Formula 3         | Double R Racing       | 24   | 0        | 0    | 0   | 2    | 195   | 13º  |
| 2017 | Euroformula Open Championship  | Carlin                | 8    | 0        | 0    | 0   | 0    | 7     | 17º  |
| 2017 | Campionato spagnolo di F3      | Carlin                | 4    | 0        | 0    | 0   | 0    | 0     | NC*  |
| 2018 | Euroformula Open Championship  | RP Motorsport         | 16   | 0        | 0    | 0   | 1    | 94    | 6º   |
| 2018 | Campionato spagnolo di F3      | RP Motorsport         | 6    | 0        | 0    | 0   | 0    | 40    | 5º   |
| 2019 | Euroformula Open Championship  | Teo Martin Motorsport | 8    | 0        | 0    | 1   | 1    | 26    | 16º  |
| 2019 | Euroformula Open Winter Series | Teo Martin Motorsport | 2    | 0        | 1    | 0   | 0    | 17    | 6º   |
| 2020 | Formula 2                      | Campos Racing         | 24   | 0        | 0    | 0   | 0    | 0     | 24º  |
| 2021 | Formula 2                      | Charouz               | 23   | 0        | 0    | 0   | 0    | 0     | 24º  |

*essendo wildcard, non poteva prendere punti

### Risultati in Formula 2
(legenda) (Le gare in grassetto indicano la pole position) (Le gare in corsivo indicano Gpv)
| Stagione | Squadra        | 1   | 2   | 3   | 4   | 5   | 6   | 7    | 8    | 9    | 10   | 11  | 12  | 13  | 14  | 15  | 16  | 17  | 18  | 19  | 20  | 21   | 22   | 23   | 24   | Punti | Pos. |
| -------- | -------------- | --- | --- | --- | --- | --- | --- | ---- | ---- | ---- | ---- | --- | --- | --- | --- | --- | --- | --- | --- | --- | --- | ---- | ---- | ---- | ---- | ----- | ---- |
| 2020     | Campos Racing  | RBR | RBR | RBR | RBR | HUN | HUN | SIL1 | SIL1 | SIL2 | SIL2 | CAT | CAT | SPA | SPA | MNZ | MNZ | MUG | MUG | MNZ | MNZ | SAK1 | SAK1 | SAK2 | SAK2 | 0     | 24º  |
| 2020     | Campos Racing  | 16  | 15  | 20  | 17  | 15  | 21  | 21   | 15   | 20   | 19   | 16  | 20  | Rit | 15  | 21  | 14  | 18  | 16  | 16  | Rit | 21   | 18   | 22   | 19   | 0     | 24º  |
| 2021     | Charouz Racing | BHR | BHR | BHR | MON | MON | MON | BAK  | BAK  | BAK  | SIL  | SIL | SIL | ITA | ITA | ITA | SOC | SOC | SOC | JED | JED | JED  | YMC  | YMC  | YMC  | 0     | 24º  |
| 2021     | Charouz Racing | 12  | 11  | 16  | 17  | 13  | 15  | 17   | 14   | 18   | Rit  | 17  | 20  | Rit | Rit | Rit | 13  | C   | 13  | Rit | Rit | 17   | 16   | 12   | 16   | 0     | 24º  |